# ルノー・ド・ボージュー
ルノー・ド・ボージュー（Renaud de Beaujeu, Renaut de Bâgé, ~de Baugé）は、中世フランスのアーサー王伝説（ブルターニュ題材）の作家。大作としては『名無しの美丈夫』（Le Bel Inconnu、6266詩行）の一点のみで知られる。古フランス語、12世紀末から13世紀初頭の成立とされている。
『名無しの美丈夫』の作者は、作品の終末で自らを"Renals de Biauju"（6249行目）と名乗っており、かつてはルノー・ド・ボージュー（Renaud de Beaujeu）と現代風に呼び慣わされてきたが、近年の研究・編訳本ではルノー・ド・バジェ（Bâgé）を正しいとしており、バジェとはブレス地方の領主家の家名である（ § 年代と家系譜参照）。
ルノー作の『名無しの美丈夫』は、ひとつの書写本が残存する（シャンティイ城図書館/コンデ美術館蔵 472本）.

## 年代と家系譜
ウィリアム・ヘンリー・スコフィールド（ハーバード大学教授）の当時（1895年）においては、著作者の出自などの情報は極めて乏しかった。ただ『名無しの美丈夫』　以外にも、同名人物が詩歌を作詞しており、その歌詞一節が、『薔薇、またはギョーム・ド・ドール物語』で引用された。そしてこの作詞家が"Renaut de Baujieu, De Rencien le bon chevalier"（1451–2行目）と名指されることから 、ルノーが騎士階級の身分であるという事までは判明していた。

青地に、テン柄のライオン・ランパント。バジェ惣家の紋章。

しかしその後の研究で、著作者の身元・家系を解明する説が現れている。これはアラン・ゲロによる、紋章学的なヒントを基にした解析の功績が大きい。『名無しの美丈夫』では、主人公の紋章は、白貂毛皮〔アーミン〕模様の獅子、背景〔フィールド〕は青であるとされるが 、これは作者自身のものを代用したと仮定すると、作者はじつはバジェ家（Bâgé）の家柄であり、ライバル家のボージュー家ではないことが判明したという。ここで成立年代に合致するのは二名のルノーだが、より有力とされるのが、サン＝トリヴィエ領主ルノー（Renaut, Seigneur de Saint-Trivier 、fl. 1165–1230年）である。
また、『ギョーム・ド・ドール物語』の作者はルノーを"Rencien"出身者と述べたが、これは"Rencieu"（ラテン語: Rantiacum）の誤記とも考えられ、であれば現今のランシーであり、バジェ家の次男三男が拝領する上述のサン=トリヴィエに近い地名を指しており、バジェ家同定考証の傍証となっている。
作者に同定されるサン=トリヴィエ領主ルノーは、嫡流のバジェ領主ルノー3世（Renaud/Raynald III、当主1153–1180年）の三男。ルノー3世は、継承の1153年に、マコン伯ジラール1世 (マコン伯)や、ボージュ―領主ユンベールらを相手どり合戦した。1180年にルノー3世が死ぬと、作者の長兄ユルリク3世[?] が後継となったが、先妻の息子ギーは1215年に先立ったため、ユルリクが1220年に死ぬと、後妻の息子のルノー4世が引き継ぎ、バジェとブレスの当主となった。